# 李宗儉
李宗儉（9世纪—830年代），是唐文宗后宫所生次子，生母不详。
837年，唐文宗封李宗儉为蒋王。曾以名将刘沔长子（因阙文而佚名）为蒋王府长史。薨年不详。兄长太子李永在838年暴卒，此前李永已是唐文宗独子，李宗俭应该已逝世。蔡东藩所著《唐史演义》称“次子名宗俭，十岁即殇”。

## 延伸阅读
[在维基数据编辑]
 《舊唐書/卷175》，出自刘昫《舊唐書》